# Óptica de Fourier
Óptica de Fourier é o estudo da Óptica clássica usando transformadas de Fourier e pode ser vista como o dual do princípio de Huygens-Fresnel. Neste último caso, a onda é considerada como uma superposição de expansões de ondas esféricas que se irradiam a partir de fontes reais (fisicamente identificáveis) de correntes através de uma função de Green de relação (ver experimento da dupla fenda). Na ótica de Fourier, pelo contrário, a onda é considerada como uma superposição de ondas planas que não estão relacionados com quaisquer fontes identificáveis; ao invés disso eles são os modos naturais do meio de propagação. A frente de fase curvada pode ser sintetizada a partir de um número infinito de tais "modos naturais" i.e., das frentes de fase de onda plana orientadas em diferentes direções no espaço. Distante de suas fontes, uma onda de expansão esférica é localmente tangente a uma frente de fase plana (uma onda plana única fora do espectro infinito), que é transversal à direção radial de propagação. Neste caso, um padrão de difração de Fraunhofer é criado, que emana de um centro de fase única de onda esférica.
No campo próximo, não existe um único e bem definido centro de fase da onda esférica, portanto, a frente de onda não é localmente tangente a uma bola esférica. Neste caso, um padrão de difração de Fresnel seria criado, que emana de uma fonte estendida, consistindo de uma distribuição (fisicamente identificável) de fontes de ondas esféricas no espaço. No campo próximo, um amplo espectro de ondas planas é necessário para representar a onda de campo próximo de Fresnel, mesmo localmente.  Uma onda "larga" avançando (como uma onda do mar que se expande em direção à costa) pode ser considerado como um número infinito de "modos de onda plana", todos dos quais serão (quando colidem com alguma coisa no caminho) dispersas independentemente uma da outra. Estas simplificações matemáticas e cálculos são o domínio da  análise e síntese de Fourier – juntos, eles podem descrever o que acontece quando a luz passa através de várias fendas, lentes ou espelhos curvados de uma ou outra forma, ou seja, total ou parcialmente refletido.
Óptica de Fourier forma muito da teoria por trás das técnicas de processamento de imagem, bem como encontrar aplicações onde a informação precisa ser extraída de fontes ópticas, tais como em óptica quântica. Para colocá-lo de uma forma um pouco mais complexa, semelhante ao conceito de frequência e tempo usado na tradicional teoria da transformada de Fourier, óptica de Fourier tem uso do domínio frequência espacial (kx, ky) como o conjugado do domínio espacial (x,y). Termos e conceitos tais como teoria da transformada, espectro, largura de banda, funções de janela e amostragem de processamento de sinal de uma dimensão são comumente usados.